# Onkyo
Pour le style de musique japonais, voir Onkyokei.
Onkyo Corporation (オンキヨー株式会社, Onkyō Kabushiki-gaisha) est un fabricant japonais de matériel électronique spécialisé dans le home cinéma et l'équipement audio haut de gamme. Il fabrique du matériel de réseau informatique et des haut-parleurs 5.1.
Il est coté à la bourse JASDAQ Securities Exchange à Tokyo.
faillite en 2022.